# Atletica leggera ai Giochi della XXV Olimpiade - 800 metri piani maschili

Video della Finale (telecronaca in inglese)

Video della Finale (telecronaca in portoghese)

Gli 800 metri piani hanno fatto parte del programma maschile di atletica leggera ai Giochi della XXV Olimpiade. La competizione si è svolta nei giorni 1-5 agosto 1992 allo Stadio del Montjuic di Barcellona.

## Presenze ed assenze dei campioni in carica
| Competizione         | Atleta           | Prestazione | Barcellona 1992 |
| -------------------- | ---------------- | ----------- | --------------- |
| Olimpiadi 1988       | Paul Ereng       | 1'43”45     | Presente        |
| Commonwealth 1990    | Sammy Tirop      | 1'45”98     | Non qual.       |
| Goodwill Games 1990  | George Kersh     | 1'45”10     | 4º ai Trials    |
| Europei 1990         | Tom McKean       | 1'44”76     | Presente        |
| Asiatici 1990        | Kim Bong-yoo     | 1'49”58     | Non qual.       |
| Panamericani 1991    | Ocky Clark       | 1'46”91     | Non qual.       |
| Africani 1991        | William Tanui    | 1'47”40     | Presente        |
| Mondiali 1991        | Billy Konchellah | 1'43”99     | Non qual.       |
|                      |                  |             |                 |
| Mondiali junior 1988 | Jonah Birir      | 1'50”03     | Solo 1500 m     |

## La gara
La prima semifinale è la più veloce. Dietro Johnny Gray (che vince in 1'45"66) si qualifica con una buona prova Andrea Benvenuti; il keniota Kiprotich è costretto ai ripescaggi. Nella seconda, vinta dal britannico Curtis Robb, viene clamorosamente eliminato il campione olimpico, Paul Ereng. Nella terza vince William Tanui.

In finale, Johnny Gray fa l'andatura tenendo un ritmo alto (49"99 ai 400 m); ma negli ultimi 50 è superato dai kenioti: prima da Kiprotich, poi, all'esterno da Tanui, che va a vincere di forza. Benvenuti conclude in un onorevole quinto posto.

## Risultati

### Turni eliminatori
| 8 Batterie   | 1º agosto | 63 partenti   | Si qualificano i primi 2 + gli 8 migliori tempi. |
| 3 Semifinali | 2 agosto  | 8 + 8 + 8     | Si qualificano i primi 4.                        |
| Finale       | 5 agosto  | 8 concorrenti |                                                  |

### Finale
| Primatista mondiale   | 1'41"73 1981 | Sebastian Coe | Ritir. 1990 |
| Primatista stagionale | 1'42"80      | Johnny Gray   | Presente    |

1. ↑  Stabilito il 24 giugno.

| Pos | Paese       | Atleta          | Tempo   |
| --- | ----------- | --------------- | ------- |
|     | Kenya       | William Tanui   | 1'43"66 |
|     | Kenya       | Nixon Kiprotich | 1'43"70 |
|     | Stati Uniti | Johnny Gray     | 1'43"97 |